# Russiagate
L'ingerenza russa nelle elezioni presidenziali negli Stati Uniti d'America del 2016, popolarmente nota come Russiagate, sono stati uno scandalo politico e una successiva inchiesta giudiziaria avvenuti negli Stati Uniti d'America, riguardo alle ingerenze da parte della Russia nella campagna elettorale per le elezioni presidenziali negli Stati Uniti d'America del 2016.
Le indagini sono condotte dal procuratore speciale Robert Mueller e, tra i reati ipotizzati dalla stampa statunitense, si prefigurava la possibilità di riscontrare elementi delle fattispecie incriminatrici dello spionaggio a favore di potenze estere, o addirittura del tradimento.

## Storia
Mentre Trump emergeva nella primavera 2016 come l'improbabile favorito per la nomination repubblicana, secondo il New York Times l'ingerenza russa si sviluppò lungo tre direttrici: intercettazione e divulgazione di documenti del partito rivale; massicce attività fraudolente mediante profili Facebook e Twitter; contatto con associati alla campagna presidenziale di Trump. In proposito, il New York Times già aveva riportato che il figlio omonimo del presidente, Donald Trump jr., il 9 giugno 2016 incontrò alla Trump Tower l'avvocato russo Natalia Veselmitskaya, che aveva rapporti diretti con il Cremlino. All'incontro erano presenti anche Paul Manafort e Jared Kushner.

L'inchiesta ha portato all'incriminazione di dodici cittadini russi funzionari del GRU, l’intelligence militare russa. Paul Manafort, che era stato il capo della campagna elettorale di Donald Trump, è stato posto prima agli arresti domiciliari, e in seguito, il 15 giugno 2018, trasferito in carcere, dopodiché ha accettato di patteggiare su alcune delle accuse rivoltegli; una parte dei termini di questo patteggiamento sono poi stati revocati per aver nascosto alcuni fatti sui suoi contatti con un consulente russo, su cui si era assunto l'impegno di riferire al magistrato inquirente. Stando all'inchiesta denominata Vulkan Files, ci sarebbero ora maggiori prove contro diversi funzionari russi del GRU. Come riporta il quotidiano britannico The Guardian,
[Nel 2016, il collettivo hacker Sandworm] ha preso parte alla sfrontata operazione della Russia per far deragliare le elezioni presidenziali statunitensi. Due dei suoi agenti sono stati incriminati per aver distribuito email rubate ai democratici di Hillary Clinton utilizzando un falso personaggio, Guccifer 2.0.
Rick Gates, socio d’affari e collaboratore di Paul Manafort, si è dichiarato colpevole di alcuni reati finanziari e ha spiegato di aver aperto, insieme a Manafort, quindici conti bancari all’estero, anche a Cipro, e di non averli dichiarati al governo "su richiesta di Manafort".
Il procuratore speciale Robert Mueller, nominato il 17 maggio 2017 dal Dipartimento della Giustizia, dopo lo scalpore prodotto dall'estromissione dalla guida del FBI del direttore James Comey, ha indagato anche su Michael Thomas Flynn, consigliere per la sicurezza nazionale del Presidente Trump, che ha patteggiato e ha ammesso di avere mentito all'FBI, e su Michael Cohen, all'epoca legale di Trump, che ha poi ammesso di aver mentito al Congresso.

## Profili giuridici
Un articolo del New York Times del giugno 2018 riportava un messaggio, inviato a Mueller lo scorso gennaio dagli avvocati di Trump, nel quale si legge che il Presidente "se volesse, potrebbe forzare la chiusura dell'inchiesta o addirittura esercitare il suo potere di grazia"; sul punto, un'opinione giuridicamente non ostile è stata espressa da Rudolph Giuliani, che pure l'ha giudicata una mossa politicamente dirompente a fronte del rischio di impeachment. In realtà, già nell'ottobre 2017 sul Wall Street Journal due magistrati di fede repubblicana, David B. Rivkin Jr. and Lee A. Casey, scrissero che "Trump può mettere fine a questa follia emettendo immediatamente un perdono presidenziale generalizzato per tutti coloro coinvolti in presunte collusioni con la Russia o i russi durante la campagna elettorale del 2016, a chiunque sia coinvolto nell'acquisto da parte dei russi di una società americana uranifera durante l'amministrazione Obama e a chiunque sia indagato per qualsiasi motivo da Mueller". C'è invece chi sostiene che i poteri del presidente "possono eccome avere dei limiti e, qualora si verificasse un caso senza precedenti quale una «autograzia», la Corte suprema dovrebbe esprimersi".

## Il rapporto del procuratore speciale
Il 24 marzo 2019 è stato reso noto il contenuto del rapporto finale di Robert Mueller, dal quale non emergono prove che il presidente e la sua campagna elettorale abbiano volutamente coinvolto la Russia nelle elezioni del 2016. «Il rapporto non conclude che il presidente abbia commesso un crimine, ma neanche lo scagiona», ha affermato Mueller.
Nel marzo 2020, il giudice federale Reggie Walton dichiarò che avrebbe rivisto personalmente i tagli effettuati da Barr effettuate nel rapporto Mueller, per assicurarsi della legittimità della sottrazione al pubblico di tutte le parti cancellate. Ciò è avvenuto durante una causa intentata dall'Electronic Privacy Information Center e da BuzzFeed News per ottenere il rapporto nella sua interezza, ai sensi del Freedom of Information Act. Il giudice Walton ha motivato la sua decisione con il fatto che il procuratore generale William Barr aveva mostrato "mancanza di candore" per quanto riguarda la gestione del rapporto.

## La contro-inchiesta
Il nuovo procuratore generale William Pelham Barr ha nominato un procuratore federale, John Durham, per condurre una nuova inchiesta sulle origini dell'operazione Crossfire Hurricane del FBI, che sarebbe stata la prima, nel 2016, a mettere in circolazione gli addebiti a carico del team della campagna elettorale di Trump. Il Senato degli Stati Uniti, in un rapporto depositato dal presidente della Commissione per l'intelligence Richard M. Burr il 21 aprile 2020, ha smentito tale "pista investigativa", assestandosi sostanzialmente sulle risultanze del rapporto Mueller.

## Il rapporto del Senato
Ad agosto 2020 il Senato conferma che c'è stato un contatto tra la campagna di Donald Trump e la Russia.

## I provvedimenti di grazia
Dall'inizio del suo mandato Trump ha varato 45 provvedimenti di concessione della grazia o di commutazione della pena, ben l'88% è andato a beneficio di persone legate al presidente e impegnate nella promozione della sua agenda politica.
Nel dicembre 2020 vengono graziati anche George Papadopoulos, l'ex consigliere di politica estera della campagna elettorale di Trump nel 2016, condannato in seguito alle indagini del procuratore speciale sul Russiagate Robert Mueller, così come un legale legato al tycoon, Alex van der Zwaan. Ci sono poi i tre ex parlamentari sostenitori di Trump, Duncan D. Hunter, Chris Collins e Steve Stockman, condannati a pene pesanti per reati che vanno dall'uso improprio di fondi della campagna elettorale a false dichiarazioni all'FBI, passando per la frode finanziaria e il riciclaggio di denaro.